# 林寄韻
林寄韻（英語：Desiree Lam，1972年—），暱稱林記，現為香港商業電台節目主持，作家及編輯，曾經為電影演員及歌手。

## 簡歷
林寄韻年幼時曾參加香港兒童合唱團，於1986年被廣告公司挑選到英國拍攝可口可樂電視廣告。1995年參加新城電台舉辦的唱片騎師選拔賽，加入新城電台主持深宵節目；後被當時的新城勁歌台台長陳海琪安排，與另外兩位女DJ丘凱敏及陳海恆組成女子組合N C Girls，曾推出EP。1996年至1997年間，曾拍攝兩部電影《黑玫瑰之義結金蘭》及《麻雀飛龍》。2000年為影音使團主演福音電影《愛‧也許不易》。
1999年初，林寄韻為劉定堅旗下的自由人出版集團撰寫兩部以女同性戀為主題的小說，內容頗為大膽創新。其後主力文字工作，曾任職於壹傳媒、東亞衛視、《Amy》、《much more》等媒體，又為《Elle》、《Cosmopolitan》、《週末畫報》、《優悅生活》等雜誌撰寫文章。曾擔任《新婚通信》總編輯及生活易 (ESDlife) 網站主編，主力於婚禮籌備相關文章。
2011年，獲鄭經翰邀請，加盟香港數碼廣播有限公司任節目主持，主持婚禮節目《紛婚中需要美》。2012年10月10日隨數碼廣播電台停播而暫停。
2016年起，林寄韻跟著名玄學家李居明師傅經常拍住上主持節目，加上江美儀一齊主持商台節目《潮爆開運王》。

## 演出作品

### 電影
- 《麻雀飛龍》（1996年）
- 《黑玫瑰之義結金蘭》 (1997年)飾橡皮糖
- 《愛‧也許不易》 (2000年)

### 主持
香港新城電台
- 《五個廣播的少年》（1994年）

香港數碼廣播
- 《紛婚中需要美》（2012年）
- 《早晨八達通》
- 《美麗囍點》
- 《李居明妙論天下》

香港商業電台
- 《潮爆開運王》（2016年）

亞洲電視
- 《李居明妙論天下》（2015年）

## 小説作品
- 《在床上擁抱TB》 （1999年），自由人出版集團 ISBN 9789625756622
- 《同性相戀 Pure Lovers》 （1999年），自由人出版集團 ISBN 9789625756790

## 資料來源
1. 1 2  .   [2019-12-16]. （原始内容存档于2019-12-16）.
2. ↑  .   [2015-02-21]. （原始内容存档于2016-04-02）.
3. 1 2  林寄韻 白開水的味道 的存檔，存档日期2013-01-07. 星島日報，2011年7月26日
4. ↑  .   [2012-10-10]. （原始内容存档于2009-05-06）.
5. ↑  .   [2012-10-10]. （原始内容存档于2012-10-20）.
6. ↑  .   [2012-10-10]. （原始内容存档于2012-10-13）.

## 外部連結
- 幸福囍點 林寄韻博客
- 婚禮教室 林寄韻博客
- 《婚禮教室》林寄韻的Facebook專頁
- 林寄韻在互联网电影资料库（IMDb）上的資料（英文）（英文）
- 林寄韻在香港影庫上的簡介